# Annie Moysey
Annie Moysey (* 1884 in Toorale Station, bei Louth, New South Wales; † 2. Februar 1976 in Wilcannia, New South Wales) war eine australische Matriarchin der Aborigines.

## Leben und Werk
Moysey wurde als Tochter des europäischen Arbeiters Tom Kega und einer bald darauf verstorbenen Gunu-Mutter in der Nähe der Kreuzung der Flüsse Warrego River und Darling River in New South Wales geboren. Die Gunu gehörten zu den Barkindji, einem Stamm der Aborigines in New South Wales. Moysey wurde mit ihren Schwestern von ihrer Gunu-Großmutter traditionell aufgezogen und lernte mehrere Aboriginesprachen und Englisch. Ihr erster Ehemann Norman Clark half nicht bei der Erziehung ihrer Kinder, Enkelkinder oder der anderen Kinder, die in ihr Lager kamen. Sie arbeitete als alleiniger Familienversorger entlang des Darling River an verschiedenen Stationen, meistens jedoch in Old Toorale. Ein Mangel an Arbeitsplätzen zwang sie 1920 die Kinder flussabwärts in das Reservat der Pooncarie-Aborigines zu bringen. Um ihre Unabhängigkeit zu gewährleisten, schlug sie ein Lager jenseits der Grenzen auf. 1930 heiratete sie den 25-jährigen europäischen Arbeiter Leonard Alfred Moys in der anglikanischen Kirche St. James in Wilcannia und blieb während der Weltwirtschaftskrise und danach die Hauptverdienerin.

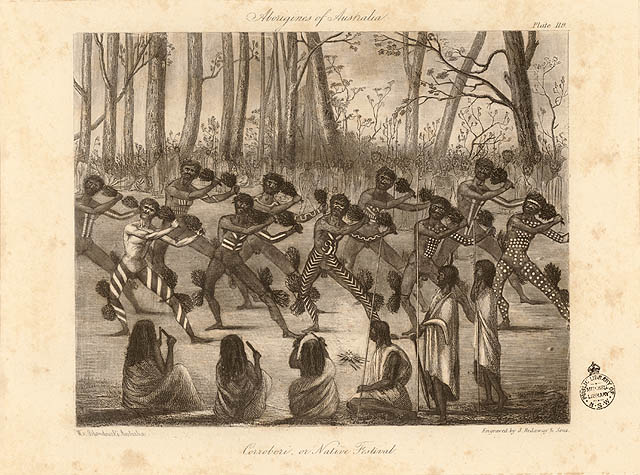
Corroboree-Zeremonie, 1857

1933 lebte sie mit ihrer Familie in der Missionsstation in Menindee und kehrte 1939 dann zurück nach Wilcannia. Wieder verwitwet wurde sie als  Grannie Moysey  bekannt und als Matriarchin und Hüterin der Stammesgesetze verehrt.
Sie war die letzte Person in ihrer Gegend, die den Corroboree auf traditionelle Weise durchführen konnte. Ihren Enkel, den Künstler William Badger Bates unterrichtete sie im Kalti Paarti-Schnitzen.